# 新德米特里夫卡 (赫爾松區)
46°36′26″N 32°18′47″E / 46.60722°N 32.31306°E
新德米特里夫卡（烏克蘭語：Новодмитрівка）是烏克蘭南部赫爾松州赫尔松区比洛泽尔卡市镇內的村莊。該村面積0.97平方公里，海拔高度2米，2001年人口376，人口密度每平方公里387.6人。